# Peraia
Als Peraia (altgriechisch Περαία ‚das gegenüberliegende [Land]‘) wurden im Antiken Griechenland Landschaften bezeichnet, die gegenüber bzw. jenseits (gr. peran πέραν) eines Flusses oder einer Meeresstraße lagen.
Häufig wurden die gegenüber von Inseln liegenden Festlandsgebiete in deren Besitz so genannt, wie die Thasische Peraia gegenüber Thasos oder die Rhodische Peraia, die karische Küste gegenüber der Insel Rhodos, und die Küste Mysiens gegenüber Tenedos (Peraia Tenediōn Περαία Τενεδίων). Weitere Gebiete des Namens waren das östlich des Isthmos liegende Gebiet Korinths (heute Perachora) und die Landschaft östlich des oberen Jordan in Transjordanien.
Im modernen Griechenland trugen fünf Gebietskörperschaften den entsprechenden neugriechischen Namen Perea, unter anderem die Stadt Perea, die Thessaloniki gegenüber am Thermaischen Golf liegt und heute Zentrum der Gemeinde Thermaikos ist.